# وینچستر (نیوهمپشایر)
وینچستر (به انگلیسی: Winchester) شهری در ایالت نیوهمپشایر کشور ایالات متحده آمریکا است که جمعیت آن در سرشماری سال ۲۰۱۰ میلادی، ۱٬۷۳۳ نفر بوده‌است.

## نگارخانه

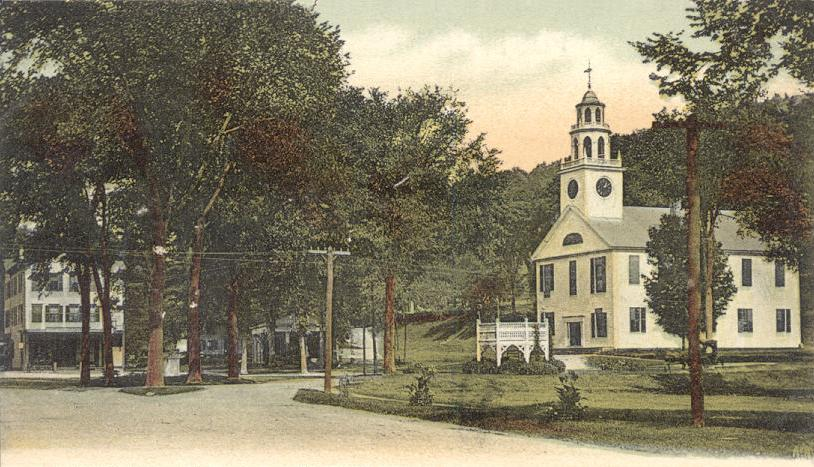
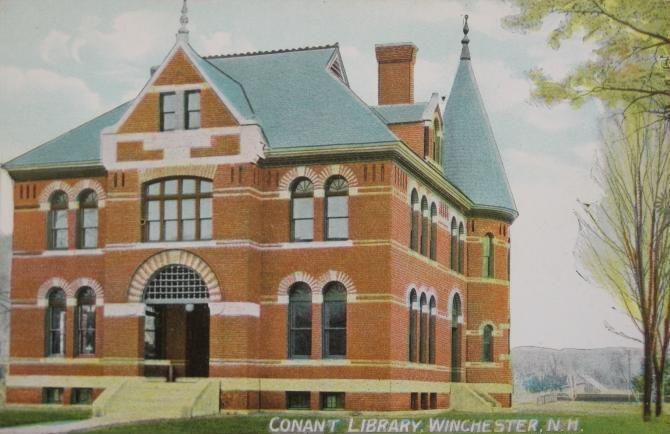
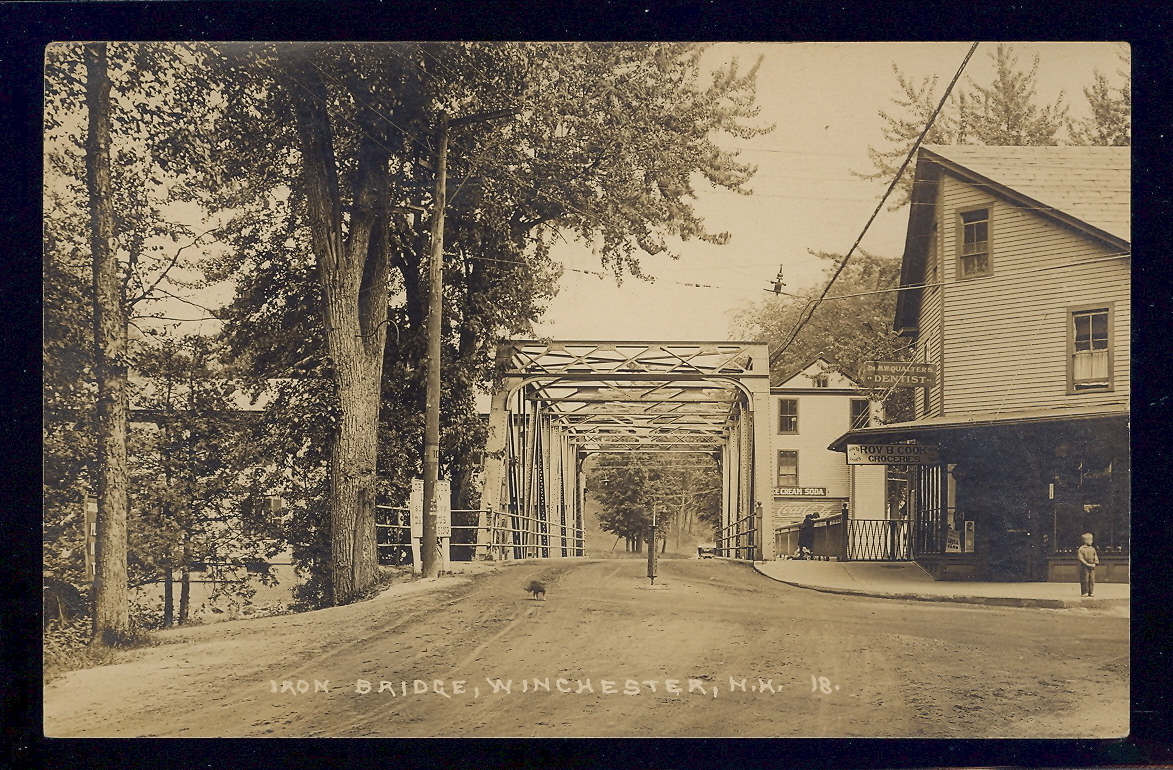